# Lithops comptonii
Lithops comptonii L.Bolus è una pianta succulenta della famiglia delle Aizoacee, endemica del Sudafrica.

## Distribuzione e habitat
Lithops comptonii cresce nell'estremo sud-ovest del Sudafrica, nell'arido entroterra della provincia del Capo Occidentale: è la specie di Lithops che si spinge più a sudovest di tutte. Poiché in quella regione la stagione delle piogge è quella invernale, la fioritura con conseguente rimpiazzo delle foglie avviene in estate.